# Éric de Rothschild

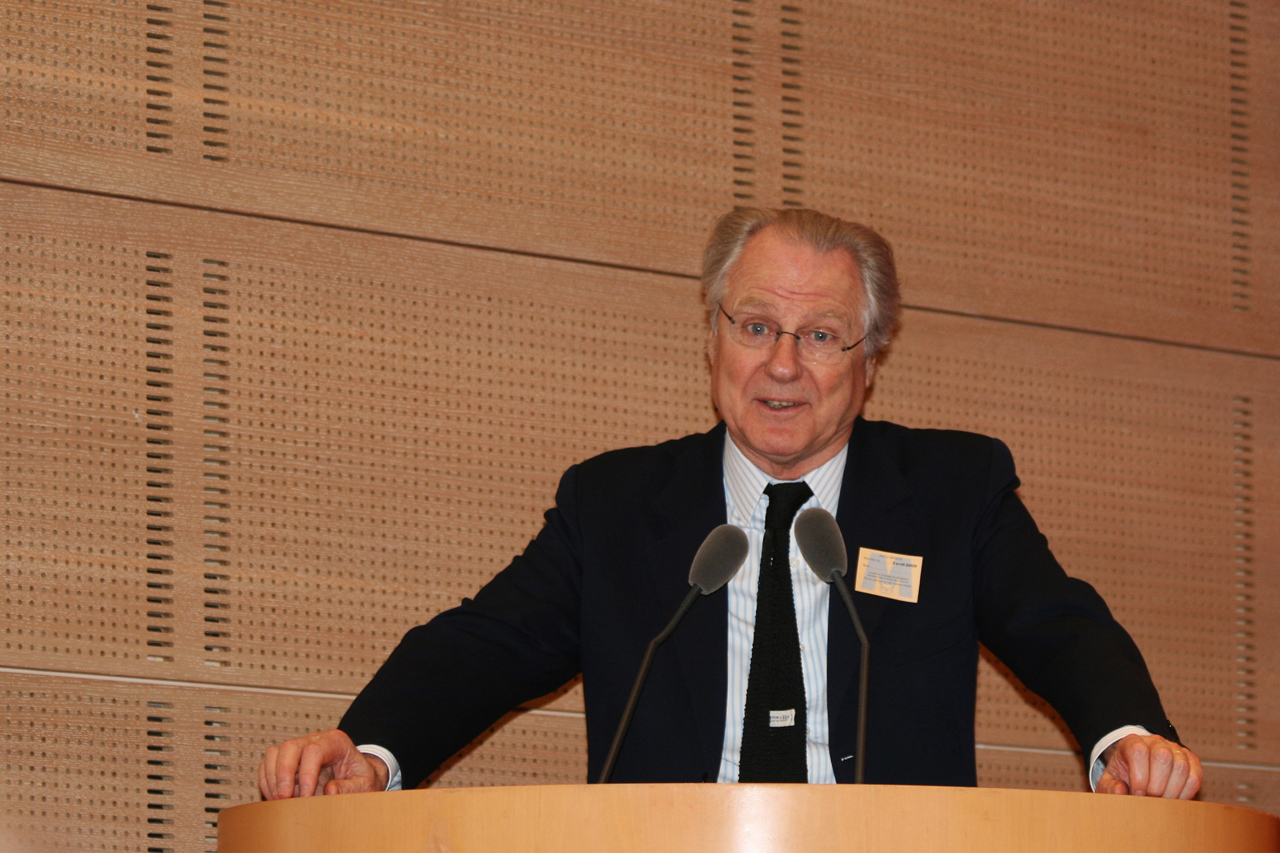
Éric de Rothschild im Jahr 2009

Baron Éric Alain Robert David de Rothschild  (* 3. Oktober 1940 in New York) ist ein französischer Bankier und war Leiter des Weinguts Château Lafite Rothschild. Er ist ein Mitglied der Bankiersfamilie Rothschild.

## Leben

### Kindheit, Jugend und erste Karriereschritte
Baron Éric de Rothschild wurde am 3. Oktober 1940 in New York geboren, wohin seine Mutter, Mary Chauvin du Treuil (1916–2013), vor dem Zweiten Weltkrieg in Europa geflohen war. Sein Vater, Alain de Rothschild (1910–1982), war bereits kurz nach Beginn des Deutschen Angriffs auf Frankreich im Mai 1940 in Deutsche Kriegsgefangenschaft geraten, wo er bis zum Kriegsende 1945 verblieb.
Mit sieben Jahren kam Éric mit seinen Eltern wieder nach Frankreich zurück, erhielt aber eine internationale Erziehung. Nach der Vorschule in England, besuchte er das Gymnasium Janson de Sailly in Paris und studierte dann in den 1960er Jahren Ingenieurwissenschaften an der Eidgenössischen Technischen Hochschule (ETH) in Zürich. Außerdem besaß Éric de Rothschild zunächst die US-amerikanische Staatsbürgerschaft, welche er aber zu seinem 18. Geburtstag zugunsten der französischen Staatsbürgerschaft aufgab.
Erste berufliche Erfahrungen sammelte Éric in der familieneigenen Schiffsfahrtsgesellschaft Saga. Dann wechselte er in den 1970er Jahren zu der ebenfalls familieneigenen Bank Banque Rothschild in Paris, wo er sich mit Unternehmensfinanzierung befasste. Später ging er zu Saga zurück, um dort den Vorstandsvorsitz zu übernehmen. Éric baute das Unternehmen in den folgenden Jahren erfolgreich um.

### Verstaatlichung und Neuanfang
Im Jahr 1982 verstaatlichte der damalige französische Staatspräsident François Mitterrand die Bank Banque Rothschild zusammen mit den zur Bank gehörenden Industriebeteiligungen, darunter Francarep (35 %), Imétal (20 %), PLM (37 %), Saga (63 %). Dies bewog Éric und seinen Vetter David René de Rothschild (* 1942), ein neues Finanzdienstleistungsunternehmen, P.O. Gestion, zu gründen. Während Éric einen Unternehmensanteil von knapp unter 50 % hielt, lagen die restlichen Anteile bei seinen Vettern David de Rothschild und Edouard de Rothschild.
Zunächst erhielt diese neue Gesellschaft aus politischen Gründen weder eine Bankzulassung, noch durfte es den Begriff Rothschild im Namen führen. Nach langwierigen Verhandlungen mit dem damaligen französischen Finanzminister Jacques Delors erhielt das Unternehmen 1984 doch eine Banklizenz. Da die Errichtung einer neuen Bank einen erheblichen Kapitalaufwand erforderte, benötigten Éric und David die Hilfe der Paris Orléans SA. Diese war zwar eine in Paris börsennotierten Aktiengesellschaft, war aber unter der Kontrolle der französischen Rothschilds verblieben. Zudem war Éric seit 1974 Vorstandsvorsitzender der Gesellschaft. Paris Orléans erhielt gegen eine Kapitaleinlage 21 % an der neuen P.O. Banque. Weitere 12,5 % gingen an N.M. Rothschild & Sons in London, 10 % an die Compagnie Financiére Edmond de Rothschild in Genf und 7,5 % an die Bank Rothschild in Zürich. 44 % verblieben bei den französischen Rothschilds.
Erst als in Frankreich eine neue Regierung unter dem gaullistischen Ministerpräsidenten Jacques Chirac an die Macht gekommen war, durfte die junge Bank ab Oktober 1986 als Rothschild & Associés Banque firmieren (später geändert zu Rothschild & Cie Banque). Nicht nur die Börsenhausse der achtziger und neunziger Jahre ließen das junge Bankhaus florieren. Auch die Beratung der neuen französischen Regierung bei der Privatisierung der von Präsident François Mitterrand einige Jahre zuvor verstaatlichten Unternehmen erwies sich als einträgliches Geschäft.

### Rothschild & Co – die vereinigte Rothschildbank
Éric de Rothschild ist seit 2004 Aufsichtsratsvorsitzender der Finanzholding Rothschild & Co (bis 2015 Paris Orléans SA). In dieser Position war er zusammen mit seinem Vetter David federführend bei der Zusammenführung der Bankaktivitäten des englischen und französischen Zweigs der Bankiersfamilie Rothschild.
Über die Familienholding Rothschild Concordia SAS kontrolliert Éric de Rothschild gemeinsam mit seinem Vetter David de Rothschild und anderen Mitgliedern des französischen Zweigs der Familie Rothschild die Aktienmehrheit von Paris Orléans SA. Da Éric de Rothschild mit 38,54 % größter Anteilsinhaber von Rothschild Concordia SAS ist (Stand: März 2010), ist er gleichzeitig indirekt auch der größte Einzelaktionär von Paris Orléans SA. Dementsprechend ist er denn auch Vorstandsvorsitzender von Rothschild Concordia SAS.

### Weinbau und Wohltätigkeit

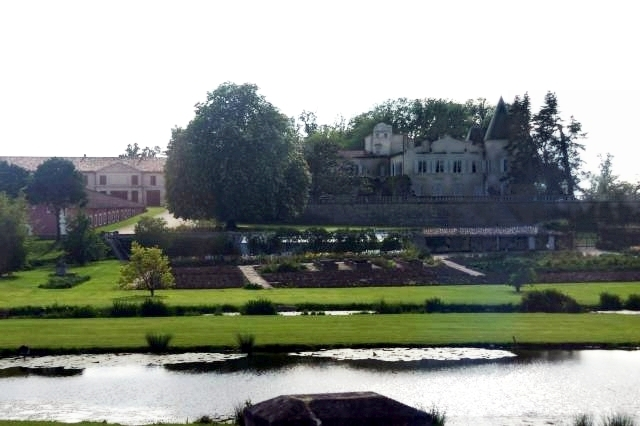
Château Lafite Rothschild im Jahr 2006

Neben seiner Tätigkeit als Bankier übernahm Baron Éric de Rothschild 1974 von seinem Onkel, Baron Élie Robert de Rothschild (1917–2007), die Leitung des familieneigene Weinguts Château Lafite Rothschild. Éric, dem ein Sechstel des Weingutes gehört, steigerte die Investitionen und tauschte das technische Personal aus. Zwischen 1985 und 1987 ließ er einen 2.200 Barriques fassenden kreisrunden Fasskeller (Chai genannt) errichten, den ersten in dieser Form, welcher von dem katalanischen Architekten Ricardo Bofill entworfen worden war.
Über die zu Château Lafite Rothschild gehörende Gesellschaft Domaines Barons de Rothschild (DBR) mit Sitz in Bordeaux, hat Baron Éric de Rothschild im Laufe der Jahre mehrere Weinbauunternehmen in Frankreich (Château Rieussec (1984), Château Paradis Casseuil (1984) Château l’Évangile (1990), Domaine d'Aussieres (1999)) und in Übersee (Viña Los Vascos (1988), Weinberge auf der Halbinsel Penglai in der Provinz Shandong in China (2008)) erworben. Zusätzlich besitzt DBR seit 1962 das Château Duhart-Milon und vertreibt seit 1993 die Weine des Baron Benjamin de Rothschild gehörenden Weingutes Château Peyre-Lebade. Außerdem ist DBR verantwortlich für das Management von Château Lafite Rothschild und für das Marketing und den Vertrieb seines Weins.
Éric de Rothschild engagiert sich zudem in zahlreichen jüdischen und karitativen Organisationen. Unter anderem ist er Präsident der Mémorial de la Shoah (frz. auch Centre de documentation juive contemporaine, (CDJC), dt. Schoah-Gedenkstätte), dem zentralen Gedenkort an den Holocaust in Frankreich.

## Familie
Éric ist Mitglied der Bankiersdynastie Rothschild, die einst von seinem Frankfurter Ururgroßvater Mayer Amschel Rothschild gegründet wurde und dessen Söhne während der napoleonischen Kriege Banken in Frankfurt, London, Paris, Wien und Neapel eröffnet hatten. Die Familie entwickelte sich seinerzeit zum größten Geldgeber für die Herrscher in Europa. 1822 wurde der Familie Rothschild dafür vom österreichischen Kaiser Franz I. der Adelstitel verliehen.
Baron Éric de Rothschild ist der Sohn von Alain de Rothschild (1910–1982) und Mary Chauvin du Treuil (* 1916). Er hat eine Schwester, Béatrice (* 1939), und einen Bruder, Robert (* 1947). Seit 1983 ist Baron Éric de Rothschild mit Maria-Béatrice Caracciolo di Forino (* 1955) verheiratet und hat drei Kinder: James (* 1985), Saskia (* 1987) und Pietro (* 1991).